# Donausenap
Donausenap (Sisymbrium austriacum) är en korsblommig växtart som beskrevs av Nikolaus Joseph von Jacquin. Enligt Catalogue of Life ingår Donausenap i släktet gatsenaper och familjen korsblommiga växter, men enligt Dyntaxa är tillhörigheten istället släktet gatsenaper och familjen korsblommiga växter. Arten förekommer tillfälligt i Sverige, men reproducerar sig inte.

## Underarter
Arten delas in i följande underarter:
- S. a. austriacum
- S. a. chrysanthum
- S. a. contortum
- S. a. hispanicum

## Bildgalleri

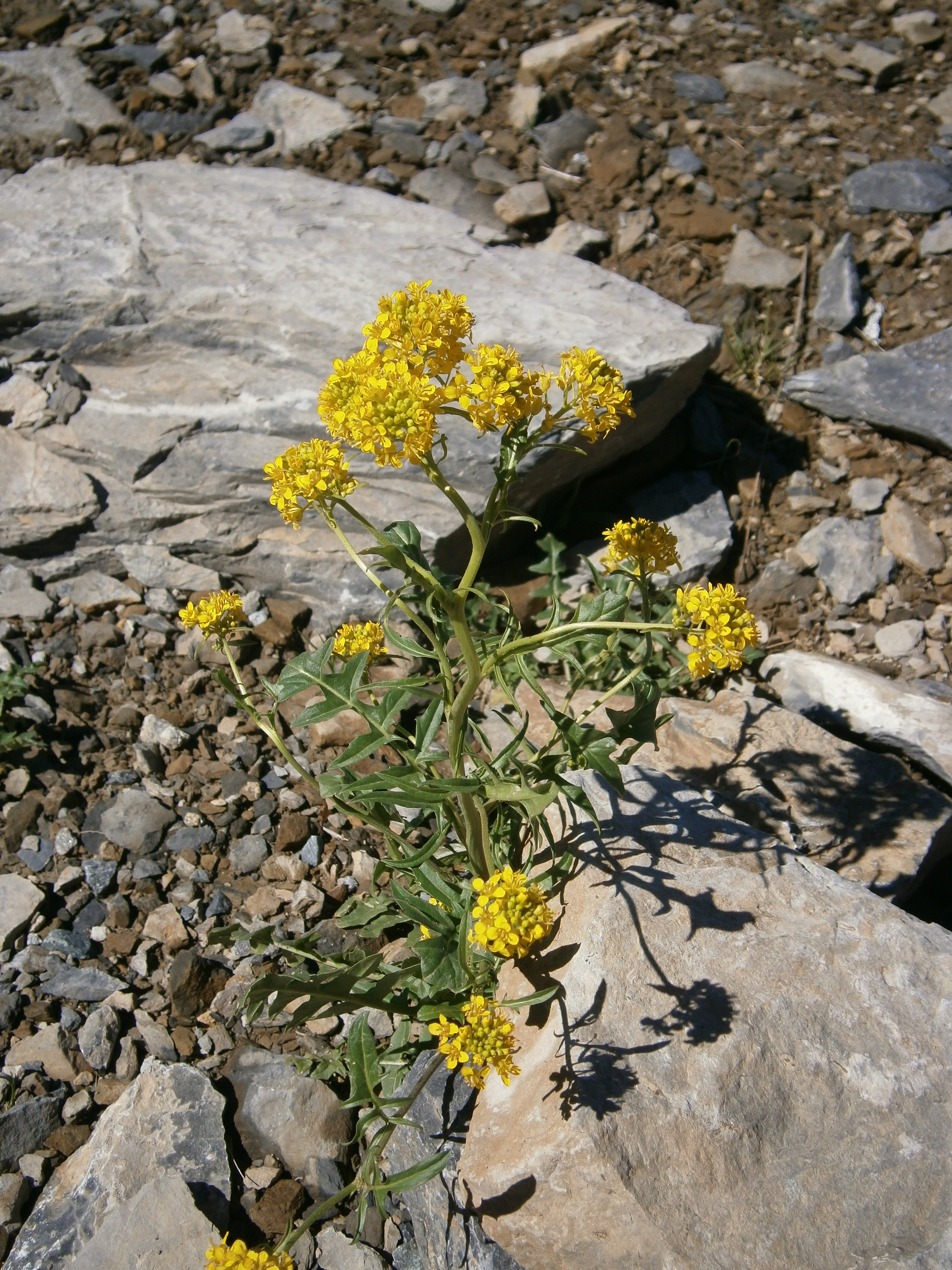
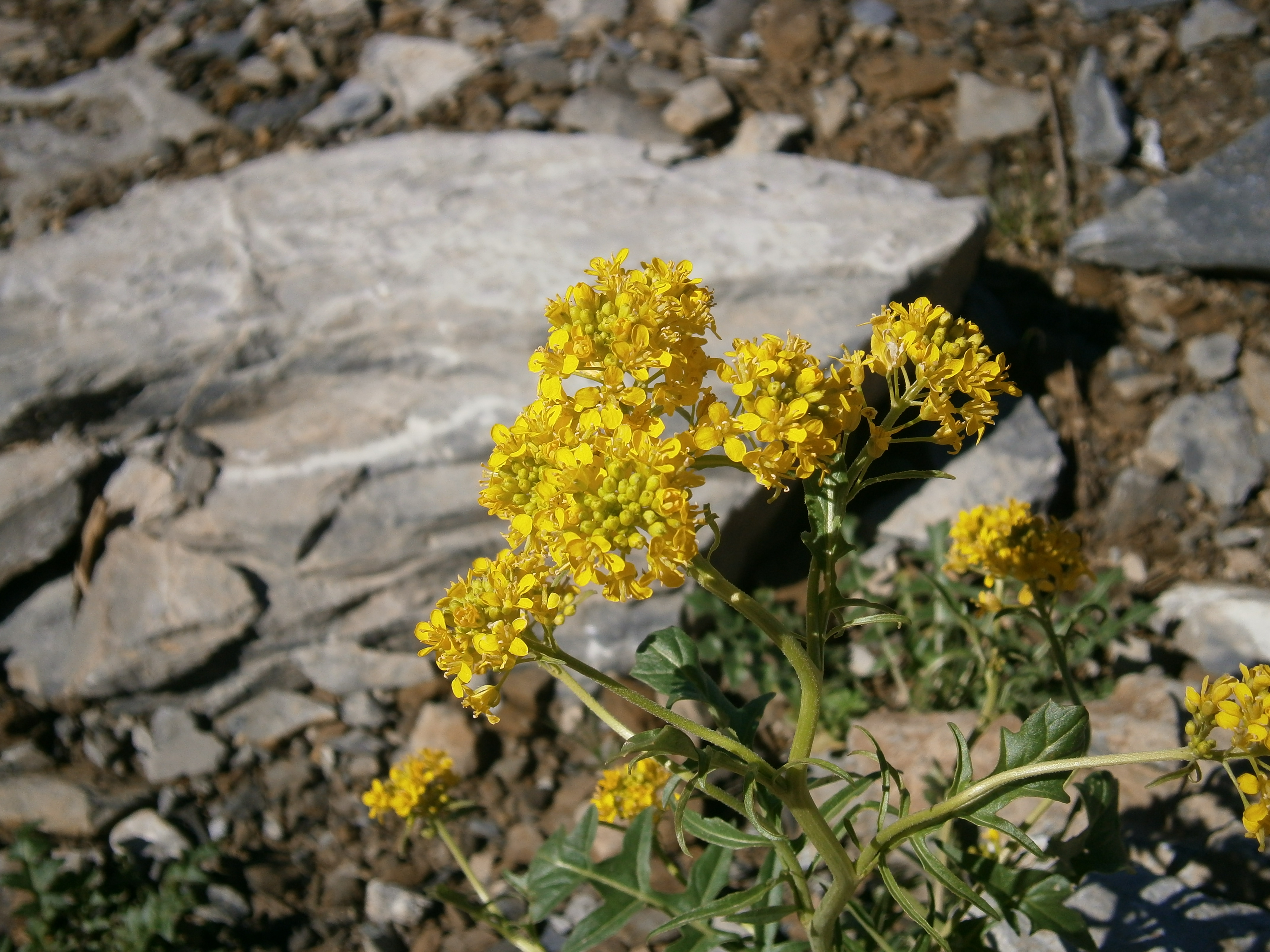
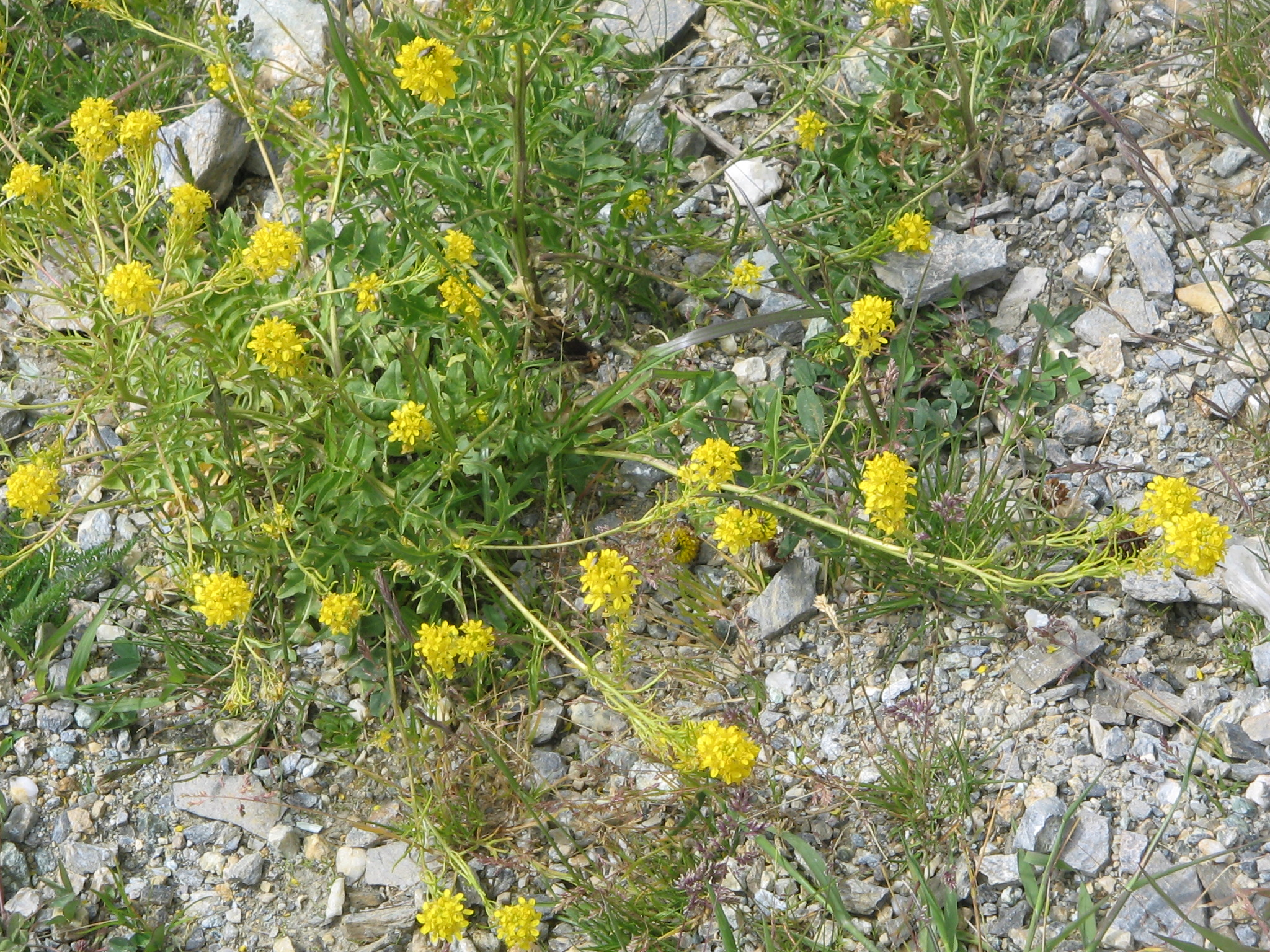
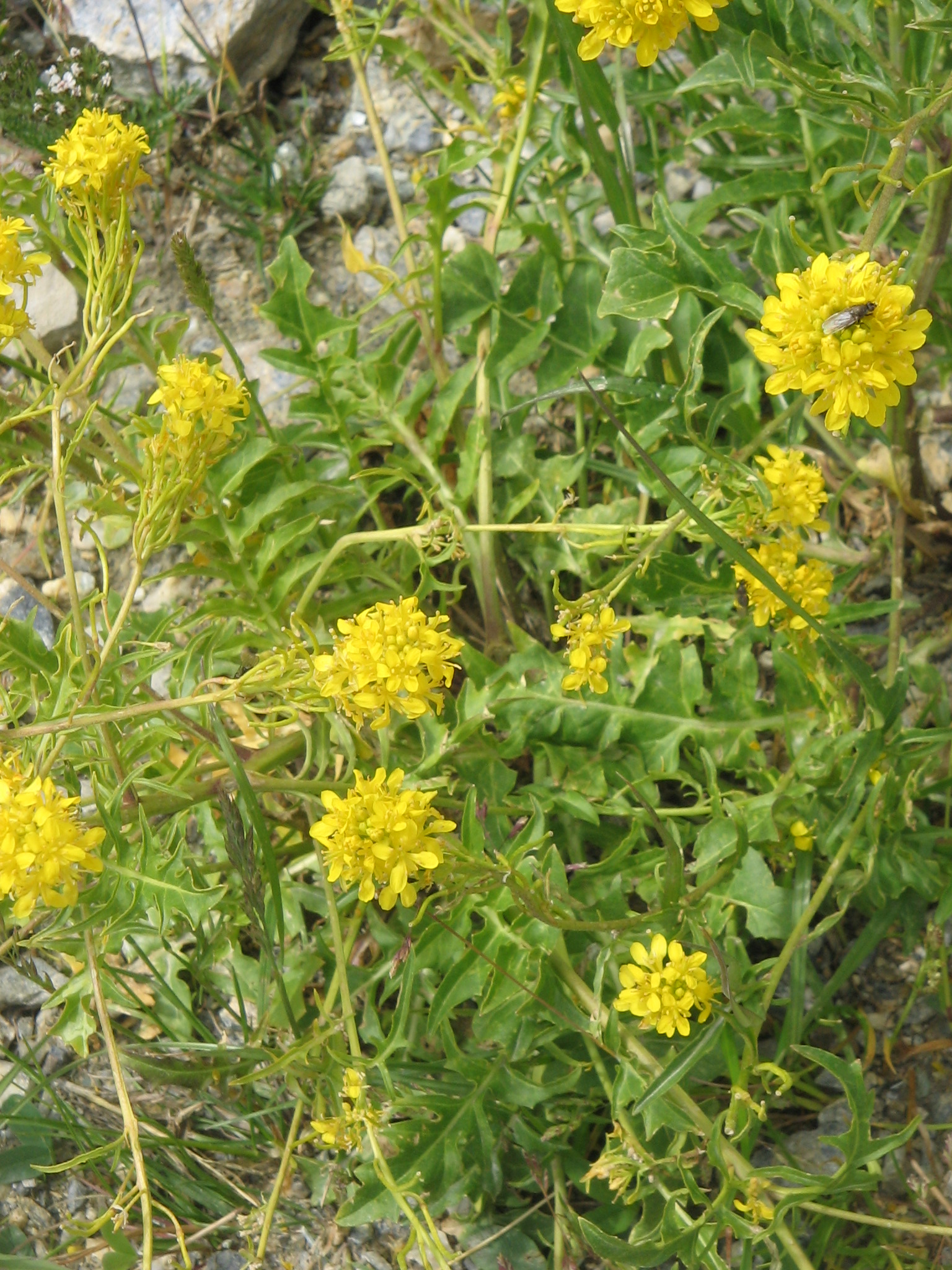